# Serra d’Or
Serra d’Or ist eine katalanische Zeitschrift, die seit Oktober 1959 erscheint. Sie wurde von einer Gruppe von Universitätsstudenten initiiert und wird von der Druckerei des Klosters Montserrat publiziert.

## Ursprung
Der Ursprung der Zeitschrift liegt im Jahr 1946. Während der Krönungsfeste der Jungfrau von Montserrat 1947 gab es, trotz der Schwierigkeiten zu dieser Zeit, ein Treffen zwischen katalanischen Intellektuellen und Benediktinern des Klosters Montserrat. Zu dieser Zeit gab es zwei Publikationen, die vom Kloster Montserrat gefördert wurden, jedoch unabhängig voneinander gegründet worden waren: Germinàbit (1949), die offiziell die Zeitschrift der ehemaligen Chorknaben der Abtei war, und Serra d’Or, einer Publikation der Mitarbeiter der Abtei. Ende 1959 wurden die zwei Zeitschriften aus finanziellen Gründen fusioniert und die neue Redaktion weitgehend von ehemaligen Mitarbeitern von Germinàbit (darunter Josep Benet, Enric Bastardes und Max Cahner) gestellt. Deswegen wird die Zeitschrift auch „2. Periode“ von Serra d’Or genannt.

## Geschichte
Zunächst erschien die Zeitschrift als kirchliche Publikation (unter dem Schutz des Konkordats von 1953), was sie vor der zivilen Zensur des franquistischen Regimes schützte und das Erscheinen in der ansonsten verbotenen katalanischen Sprache ermöglichte, die erst 1964 legalisiert wurde. Bis in die 1970er Jahre war Serra d’Or die einzige regelmäßig in Katalanisch erscheinende Publikation.
Von Anfang an war die Zeitschrift eine Bühne für katalanische Intellektuelle der zweiten Hälfte des 20. Jahrhunderts. In Folge des Aufrufs an junge Schriftsteller, der sich seit 1967 jährlich an Schriftsteller unter dreißig Jahren richtet, konnten einige wichtige Schriftsteller auf Katalanisch erscheinen, u. a. Montserrat Roig, Oriol Pi de Cabanyes, Carme Riera, Baltasar Porcel und Terenci Moix. Diese Schriftsteller und viele andere, die von Bedeutung für die katalanische Literatur sind, veröffentlichten ihre ersten Werke in Serra d’Or.
Von 1964 bis 1995 war der Direktor der Zeitschrift der Mönch Maur Maria Boix. Er wurde von Josep Massot i Muntaner (1941–2022) ersetzt. Ab 1963 war Jordi Sarsanedas der Chefredakteur. Heute ist Marta Nadal die Chefredakteurin.
Auch nach dem Ende der franquistischen Diktatur behandelt die Zeitschrift vor allem kulturelle und kulturpolitische Themen, während politische Fragen vermieden werden „um nicht parteiisch zu werden“.
Zu den Mitgliedern der Direktion zählten wichtige Vertreter der katalanischen Kultur, wie zum Beispiel Antoni Maria Badia i Margarit, Oriol Bohigas, Ramon Bastardes, Sebastià Benet, Josep M. Bricall, Max Cahner, Jordi Carbonell, Josep M. Castellet, Alexandre Cirici, Joan Colomines, Xavier Fàbregas (der Joan Triadú ersetzte), Joaquim Molas, Miquel Porter i Moix, Antoni de Rosselló, Josep Termes, Francesc Vallverdú und Jordi Ventura i Subirats.
Die Zeitschrift hat viele Mitarbeiter, die verschiedenen politischen Ideologien folgen. Sie behandelt eine Vielzahl an Themen, darunter Politik, Design, Architektur und Stadtplanung, Religion, Ökonomie, Kunst, Kino, Theater, Sprache und Literatur.
In den 1960er-Jahren wurden die Serra d’Or-Kritik-Preise etabliert. Sie werden in den Kategorien Roman, Märchen, Dichtkunst, Übersetzung, Literatur für Kinder, Kritik und Theater vergeben.
Die Zeitschrift erscheint monatlich mit einer Auflage von 8.000 Exemplaren (Stand 2011) in den 1960er und 70er Jahren wurden Auflagen von bis zu 18.000 erreicht, nach Ende der Diktatur sank die Auflage unter 10.000. Die Serra d’Or gilt als älteste noch existierende Zeitschrift im katalanischen Sprachraum.